# Alvsburgo (Gotemburgo)
Älvsborg (em sueco: Älvsborg), é um bairro tradicional da cidade sueca de Gotemburgo, situado na parte oeste, a 6 km do centro. Tem um nível de vida elevado, gozando os seus habitantes de altos rendimentos, melhor saúde e baixo desemprego.